# Anna Magdalena Schwarzová
Anna Magdalena Schwarzová (imię zakonne Maria Magdalena od Ran Chrystusa; ur. 14 marca 1921 w Pradze, zm. 2 stycznia 2017 w Krakowie) – czeska zakonnica, karmelitanka bosa, prześladowana przez reżim komunistyczny w Czechosłowacji.

## Biografia
Pochodziła z rodziny o żydowskich korzeniach. Podczas II wojny światowej w 1941 znalazła się wraz z matką w getcie w Terezinie.  Młodszy brat walczył w Anglii jako pilot RAF. Jej ojciec i dalsi krewni zostali zamordowani w niemieckim obozie koncentracyjnym  KL Auschwitz-Birkenau.
Po wojnie wróciła z matką do Pragi, gdzie rozpoczęła studia w zakresie filologii francuskiej i z angielskiej na Uniwersytecie Karola w Pradze, a po wstąpieniu do zgromadzenia karmelitanek bosych w Pradze w 1948 aresztował ją w 1953 czeski urząd bezpieczeństwa (Státní bezpečnost) i za „działalność antyrządową”  została skazana na 11 lat pozbawienia wolności. Wyszła z więzienia po ośmiu latach na skutek amnestii. Działała w Akcji Katolickiej dokonując przekładów publikacji w podziemnych wydawnictwach. W 1976 przeszła na emeryturę i w tym samym roku przeżyła śmierć matki.
Cztery lata później w 1980 po złożeniu ślubów wieczystych w Krakowie wróciła do Czech. Po pięciu latach władze czeskie zezwoliły jej zamieszkać w Polsce po zrzeczeniu się obywatelstwa czeskiego. W końcu otrzymała polskie obywatelstwo. Po 2001 przebywała w klasztorze karmelitanek Kraków-Wesoła. W 2011 została odznaczona przez prezydenta Václava Klausa orderem Tomáša Masaryka. Została pochowana na cmentarzu Salwatorskim w Krakowie.

## Odznaczenia
- 2011: order Tomáša Masaryka (II Klasy) za zasługi „dla rozwoju demokracji, człowieczeństwa i ludzkich praw”[3],
- 2011: nagroda Post Bellum „Paměti národa”,
- 2010: medal „Za svobodu a demokracii”,
- 2010: nagroda im. Vaclava Bendy[4].